# Długi odrzut lufy

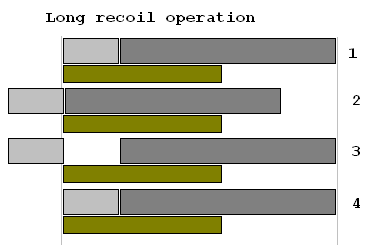
1. Broń gotowa do strzału, zamek zaryglowany
2. odrzut lufy z zaryglowanym zamkiem po strzale
3. odryglowanie, wyrzucenie łuski w czasie powrotu samej lufy
4. powracający zamek dosyła nabój i rygluje się.

Długi odrzut lufy – system ryglowania zamka, najczęściej dział rzadziej broni ręcznej, w którym lufa i zamek cofają się na odległość większą niż długość naboju.
Wykorzystuje odrzut lufy w czasie strzału w celu uruchomienia automatyki broni, tj. jej przeładowania (usunięcia łuski, wprowadzenia nowego naboju do komory nabojowej oraz napięcia sprężyny iglicznej).
Po strzale lufa połączona z zamkiem cofa się aż do skrajnej tylnej pozycji. Następuje wtedy odryglowanie, lufa wraca do pozycji przedniej. Po powrocie lufy do pozycji przedniej w karabinach  wraca zamek (po drodze dosyłając do komory nabojowej kolejny nabój). W działach zamek przeważnie wraca otwarty razem z lufą, a nabój może być dosyłany ręcznie lub przez oddzielny dosyłacz.